# Loxogramme remotefrondigera
Loxogramme remotefrondigera là một loài thực vật có mạch trong họ Polypodiaceae. Loài này được Hayata miêu tả khoa học đầu tiên năm 1915.